# Fernando Mega
Fernando Mega (Lisboa, 6 de Abril de 1960) nasceu no bairro de Alfama e é um fadista português.
Venceu muitos concursos de fado e com apenas 22 anos venceu a Grande Noite do Fado em 1982, seguindo para uma carreira profissional. Foi artista privado de muitas casas de fado e restaurantes tipicos, actuou no Timpanas, A Severa, Adega Mesquita restaurante típico "Lisboa à Noite" e também na Adega Machado. A sua carreira levou-o a actuar em todo o Portugal, periodicamente com actuações no Porto e estrangeiro, sobretudo junto das comunidades portuguesas.
Em 2003 emigrou para o Reino Unido, onde actualmente reside e actua em Londres. Continua daqui a partir para actuações em todo o Reino Unido e no estrangeiro quando lhe oferecem essa oportunidade.